# Olympische Sommerspiele 1980/Teilnehmer (Mali)
| Gelbes Symbol für Goldmedaillen mit stilisierten Olympischen Ringen | Graues Symbol für Silbermedaillen mit stilisierten Olympischen Ringen | Braundes Symbol für Bronzemedaillen mit stilisierten Olympischen Ringen |
| ------------------------------------------------------------------- | --------------------------------------------------------------------- | ----------------------------------------------------------------------- |
| —                                                                   | —                                                                     | —                                                                       |

Mali nahm an den Olympischen Sommerspielen 1980 in Moskau mit einer Delegation von sieben Sportlern (sechs Männer und eine Frau) in sieben Wettkämpfen in drei Sportarten teil. Ein Medaillengewinn gelang keinem der Athleten.

## Teilnehmer nach Sportarten

### Boxen
- Moussa Sangare
Bantamgewicht: in der 1. Runde ausgeschieden

### Judo
- Habib Sissoko
Superleichtgewicht: in der 1. Runde ausgeschieden

- Abdoulaye Thera
Halbleichtgewicht: in der 1. Runde ausgeschieden

- Paul Diop
Leichtgewicht: in der 1. Runde ausgeschieden

### Leichtathletik
Männer
- Salif Koné
100 m: Vorläufe

- Namakoro Niaré
Diskuswurf: in der Qualifikation ausgeschieden

Frauen
- Fatalmoudou Touré
800 m: Vorläufe